# Noah Henchoz
Noah Henchoz (* 22. Februar 2002 in Chêne-Bougeries) ist ein Schweizer Fussballspieler.

## Karriere

### Verein
Henchoz begann seine Laufbahn bei Étoile Carouge, bevor er 2018 in die Jugend des Servette FC wechselte. Im Juni 2020 unterschrieb er bei Servette einen Profivertrag bis 2023. Am 22. Juli 2020, dem 33. Spieltag der Saison 2019/20, gab er beim 1:5 gegen den FC Thun sein Debüt für die erste Mannschaft in der erstklassigen Super League, als er in der 77. Minute für Nicolas Vouilloz eingewechselt wurde. Bis Saisonende kam er zu zwei Partien in der höchsten Schweizer Spielklasse. 2020/21 spielte er dreimal für die zweite Mannschaft in der fünftklassigen 2. Liga interregional.
Auf die Saison 2022/23 wechselte Henchoz leihweise wieder zurück zu seinem Jugendverein Étoile Carouge. Nach insgesamt drei Leihen zu seinem Jugendverein, wurde sein Vertrag beim Servette FC nach der Saison 2024/25 nicht mehr verlängert.

### Nationalmannschaft
Henchoz absolvierte bislang insgesamt fünf Partien für Schweizer U-Nationalmannschaften.